# Amy Choong
Amy Choong (* um 1930, auch als Choong Siew Choo bekannt) ist eine ehemalige Badmintonspielerin aus Malaysia. Sie ist die Tochter von Choong Eng Kim und die Cousine von David und Eddy Choong. Choong Ewe Jin war ihr Bruder. 1955 wurde sie Ehefrau von Johnny Heah.

## Karriere
1949 gewann Amy Choong ihre ersten beiden Titel bei den Malaysia Open, wo sie sowohl im Mixed als auch im Doppel erfolgreich war. 1951 siegte sie in diesen Disziplinen auch bei den Irish Open. 1952 und 1955 gewann sie noch einmal die Malaysia Open, im erstgenannten Jahr im Damendoppel, im letztgenannten im Mixed.

## Erfolge
| Saison | Veranstaltung | Disziplin   | Platz | Name                                   |
| ------ | ------------- | ----------- | ----- | -------------------------------------- |
| 1949   | Malaysia Open | Mixed       | 1     | Eddy Choong / Amy Choong               |
| 1949   | Malaysia Open | Damendoppel | 1     | Amy Choong / Cheah Kooi San            |
| 1951   | Irish Open    | Mixed       | 1     | Eddy B. Choong / Amy Choong            |
| 1951   | Irish Open    | Damendoppel | 1     | Elisabeth O’Beirne / Amy Choong        |
| 1951   | Scottish Open | Damendoppel | 2     | Elisabeth O’Beirne / Amy Choong        |
| 1952   | Malaysia Open | Damendoppel | 1     | Amy Choong / Cheah Kooi San            |
| 1955   | Malaysia Open | Mixed       | 1     | Jørgen Hammergaard Hansen / Amy Choong |